# Strada statale 223 di Paganico

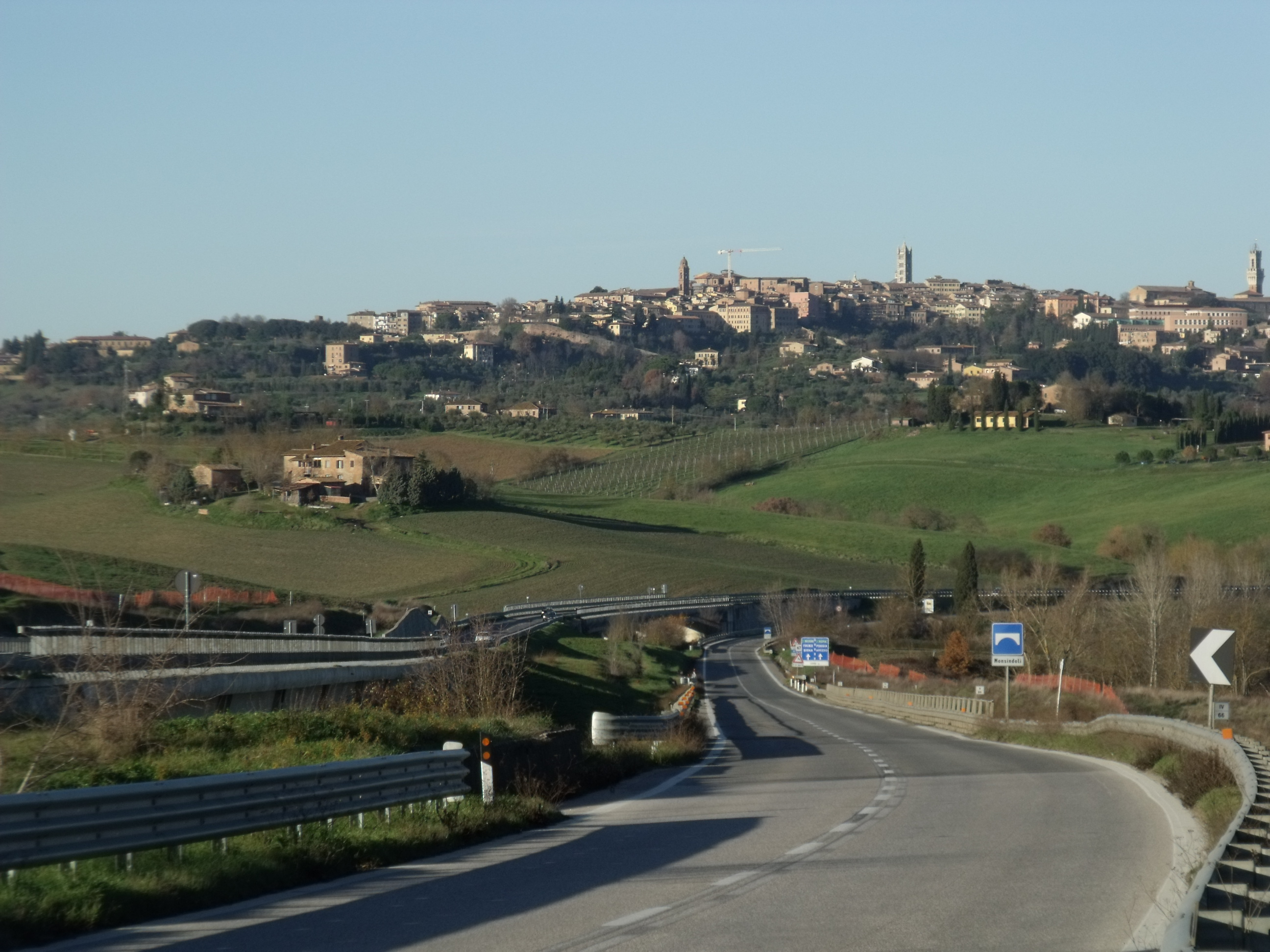
Veduta di Siena dal tracciato.

La strada statale 223 di Paganico (SS 223) è una strada statale italiana. Collega le città toscane di Grosseto e di Siena, costituendo il principale corridoio stradale della parte centrale della regione, e una delle maggiori vie di comunicazione dell'Italia centrale.
Si presenta una strada extraurbana principale, con l'eccezione del tratto fra la fine del viadotto delle Potatine e San Rocco a Pilli (10 km). 
Il tracciato, la cui costruzione ebbe inizio, pochi chilometri a sud di Siena, nella seconda metà degli anni cinquanta, è stato completato nel 1974, e ha sostituito la vecchia strada statale (oggi declassata a comunale e ancora percorribile da Paganico al piano delle Potatine e in altri tratti più brevi), conservandone la stessa denominazione. Le dimensioni della carreggiata sono poco più ampie di quelle di una normale strada statale. Il percorso, privo di particolari dislivelli per la presenza di viadotti e gallerie (con l'eccezione di alcuni tratti in salita tra Paganico e Civitella Marittima), non attraversa alcun centro abitato, se non lambendo la periferia di Paganico.

## Percorso
La statale ha inizio alla periferia nord di Grosseto, dove si separa, con uno svincolo, dalla Nuova Aurelia (uscita Grosseto Roselle). Da qui si indirizza verso nord, dirigendosi verso il versante settentrionale della Maremma. Poco dopo Grosseto, una deviazione sulla destra conduce alle rovine della città etrusca di Roselle.
Lasciata la pianura grossetana, la 223 incomincia a risalire la zona collinare a ovest dell'Ombrone, proseguendo sulle alture comprese fra i torrenti Gretano, Lanzo e il fiume Farma. Alcuni raccordi consentono di raggiungere i centri di Batignano, Campagnatico, Paganico e Civitella Marittima, l'ultimo comune della Maremma in direzione di Siena.
Superata una serie di quattro viadotti e la lunga galleria di Casal di Pari, (1550 m, la cui ultimazione, nel 1974, significò la completa apertura della strada), la statale entra in provincia di Siena presso i Bagni di Petriolo, dove attraversa la valle del Farma su un viadotto lungo novecento metri, alto più di cento nelle campate centrali, inaugurato nel 1971 e ritenuto, all'epoca, uno dei più arditi costruiti in Europa. Per consentire agli automobilisti di percorrere il viadotto, in attesa che fosse portata a termine la costruzione della galleria - i cui lavori furono ostacolati da difficoltà idrogeologiche -, l'ANAS realizzò due bretelle di collegamento fra la nuova e la vecchia strada statale. I due tratti, lunghi circa un chilometro e ancora transitabili, incominciano alle due estremità del tunnel e ne permettono l'aggiramento ricollegandosi al vecchio tracciato collinare. Oggi sono utilizzati per la viabilità locale, o come vie alternative nel caso di interruzioni in galleria.
Dopo Bagni di Petriolo, la 223 si dirige verso nord attraverso zone in parte boscose, in parte variamente coltivate. Lasciata sulla destra la frazione di Ponte a Macereto, situata vicino al ponte sul fiume Merse, parzialmente distrutto dalla piena del 5 settembre 1960, oggi in rovina e un tempo sede del vecchio tracciato, la strada prosegue verso Siena con andamento pianeggiante.
Aggirata la città da Sud, giunge allo svincolo da cui si dipartono un raccordo per la strada statale 2 Via Cassia e la tangenziale Ovest di Siena, per terminare all'altezza del raccordo autostradale A1 Siena-Bettolle, in località Ruffolo.

Unica via di rapida comunicazione fra la costa maremmana e le zone interne della Toscana, la 223 è divenuta tristemente famosa per il numero elevato di incidenti che vi sono accaduti, soprattutto nei mesi estivi. Oggetto da anni di una serie di lavori, che ne prevedono l'intero raddoppio, la 223 fa parte dell'itinerario europeo E78 Grosseto-Fano.
Un progetto ambizioso, al quale partecipa l'ANAS, prevede di realizzare una superstrada che unisca le due città, e quindi le coste del Tirreno e dell'Adriatico, passando per Siena, Arezzo e Sansepolcro. Il progetto prevede di utilizzare in parte tratti già realizzati in passato, in parte costruendone di nuovi e, per il rimanente, adattando i percorsi esistenti agli standard richiesti.
Nel tratto compreso fra le province di Grosseto e di Siena nell'aprile 2013 sono iniziati i lavori dei lotti 5, 6, 7, 8 della E78 che vanno dal km 30+040 al km 41+600. È previsto l'adeguamento della strada già esistente che diventerà la carreggiata destra della superstrada, la realizzazione della carreggiata sinistra su nuovo sedime, l'apertura di quattro svincoli, la costruzione di nuove gallerie naturali e viadotti, tra cui quello sul Farma, che sarà realizzato per entrambe le carreggiate con strutture in acciaio e calcestruzzo, e la successiva demolizione del vecchio viadotto esistente.

### Percorso
| SS 223 DI PAGANICO Grosseto - Siena |                                                           |      |      |           |                |
| Tipo                                | Indicazione                                               | ↓km↓ | ↑km↑ | Provincia | Strada europea |
|                                     | Via Aurelia                                               | 0    | 69,5 | GR        |                |
|                                     | Grosseto Centro                                           | 0,2  | 68,4 | GR        |                |
|                                     | Grosseto - Roselle                                        | 0,9  | 67,7 | GR        |                |
|                                     | Area di servizio "Aquila Est"                             | 1,4  | -    | GR        |                |
|                                     | Roselle - Nomadelfia                                      | 3,2  | 65,3 | GR        |                |
|                                     | Area di servizio "Roselle Ovest"                          | -    | 64,7 | GR        |                |
|                                     | Area di servizio "La Salica Est"                          | 5,4  | -    | GR        |                |
|                                     | Batignano                                                 | 6,5  | 61,6 | GR        |                |
|                                     | Montorsaio                                                | 11,2 | 56,4 | GR        |                |
|                                     | Campagnatico Zona commerciale                             | 13,2 | -    | GR        |                |
|                                     | Campagnatico                                              | 14,6 | 53,5 | GR        |                |
|                                     | Paganico                                                  | 18,2 | 49,9 | GR        |                |
|                                     | Area di servizio "La pace"                                | 19,7 | -    | GR        |                |
|                                     | Paganico Nord                                             | 21,2 | 46,5 | GR        |                |
|                                     | Area di servizio                                          | -    | 42,6 | GR        |                |
|                                     | Civitella Marittima                                       | 28,0 | 40,3 | GR        |                |
|                                     | Lampugnano                                                | 31,3 | 36,5 | GR        |                |
|                                     | Area di servizio                                          | 31,7 | -    | GR        |                |
|                                     | Casal di Pari                                             | 34,9 | 33,8 | GR        |                |
|                                     | Galleria Casal di Pari (1500 m)                           | 35,1 | 33,6 | GR        |                |
|                                     | Pari                                                      | 37,0 | -    | GR        |                |
|                                     | Viadotto sul Farma (800 m)                                | 37,5 | 31,5 | GR/SI     |                |
|                                     | Iesa                                                      | 40,3 | 28,3 | SI        |                |
|                                     |                                                           | 42,5 | 25,8 | SI        |                |
|                                     | Picchietto                                                | 48,8 | 22,8 | SI        |                |
|                                     | San Lorenzo a Merse - Tocchi - Monticiano                 | 49,3 | 22,3 | SI        |                |
|                                     | Area di servizio "Il Doccio"                              | 49,8 | -    | SI        |                |
|                                     | Campeccioli                                               | 50,3 | 21,3 | SI        |                |
|                                     | Fontazzi - Casciano                                       | 51,2 | 20,3 | SI        |                |
|                                     | Filetta - Bagnaia                                         | 56,4 | 15,2 | SI        |                |
|                                     | Orgia - Brenna                                            | 57,6 | 14,0 | SI        |                |
|                                     |                                                           | 58,0 | 13,7 | SI        |                |
|                                     | Area di servizio                                          | -    | 12,5 | SI        |                |
|                                     | San Rocco a Pilli                                         | 60,1 | 11,1 | SI        |                |
|                                     | Fogliano                                                  | 62,1 | 9,2  | SI        |                |
|                                     | Monteroni d'Arbia Variante Cassia Svincolo in progetto    | 67,0 | 4,6  | SI        |                |
|                                     | Tangenziale Ovest di Siena Firenze                        | 68,1 | 2,8  | SI        |                |
|                                     | Area di servizio                                          | 70,2 | -    | SI        |                |
|                                     | Siena Est                                                 | 72,3 | -    | SI        |                |
|                                     | Strada statale 715 Siena-Bettolle Val di Chiana - Perugia | 72,3 | 0    | SI        |                |

## Il vecchio tracciato
La vecchia statale 223, oggi suddivisa in strada comunale di Roselle, strada provinciale 153 di Batignano (SP 153), strada provinciale 64 del Cipressino (SP 64) e strada provinciale 140 Leopoldina (SP 140) nel Grossetano e in strada provinciale 4 di Petriolo (SP 4) nel Senese, è declassata a strada di interesse locale. Il percorso, in direzione nord, rimane transitabile da Grosseto al bivio per le terme di Roselle; da Batignano al bivio per Montorsaio; da Paganico al piano delle Potatine e da San Rocco a Pilli a Costalpino, alla periferia sud-ovest di Siena. Gli altri tratti, più brevi, sono stati abbandonati, o cancellati, oppure riutilizzati per la viabilità locale.
La strada, dall'andamento disagevole, sinuoso, con forti saliscendi, fu oggetto di alcuni lavori di miglioramento a metà degli anni sessanta. Gli interventi, legati all'entrata in vigore della legge sulle Strade pubbliche del 1958 (n. 126), ne permisero la completa asfaltatura (prima di allora il tratto intermedio di oltre venti chilometri - dal podere L'Imposto, poco a nord di Paganico, al bivio per Monticiano - era in macadam e parzialmente sterrato), l'allargamento della carreggiata e il rifacimento integrale della segnaletica.
La vecchia 223, anche quando la moderna superstrada non esisteva, non è mai stata troppo frequentata. Le difficoltà del percorso, con pendenze superiori al 15%, soprattutto nella valle del Farma, ne hanno sempre sconsigliato il transito ai veicoli pesanti e limitato anche quello delle comuni autovetture.
L'incremento del traffico, che coincise con l'apertura dei primi tratti della superstrada, si ebbe tra la fine degli anni sessanta e l'inizio degli anni settanta. In quel periodo la vecchia 223, pur congestionata, rappresentò l'unica alternativa a quei tratti della nuova statale non ancora transitabili.
Dopo la completa apertura della superstrada (1974), è divenuta un itinerario a scopo turistico.
Fra le principali località che attraversa figurano Roselle, Paganico, Pari e i Bagni di Petriolo, piccola stazione termale sulle rive del Farma, celebre per avere ospitato papa Pio II. Lungo il percorso si trovano anche piccoli nuclei abitati di rilievo storico, fra i quali Dogana, Fercole, Leccio e L'Imposto.
La vecchia 223 termina all'altezza di Costalpino, a sud-ovest di Siena, dove si innesta sulla ex strada statale 73 Senese Aretina proveniente da Roccastrada.